# Haworthia calva
Haworthia calva är en grästrädsväxtart som beskrevs av M. Hayashi. Haworthia calva ingår i släktet Haworthia och familjen grästrädsväxter. Inga underarter finns listade i Catalogue of Life.